# باطام (تونس)
باطام هي مجموعة تونسية لتوزيع المنتجات الغذائية والأجهزة المنزلية. حتى عام 1999 ، تعتبر هذه الشركة الأولى وطنيا في السوبر ماركت لكن، في بداية 2001, عانت المجموعة من كساد طويل وارتفاع الديون والعجز في الحسابات.
تأسست الشركة في أوت 1988 برأس مال قدر ب 25000 دينار تونسي من قبل الإخوة ماهر والطيب بن عايد. وقرروا تأسيسها عبر تطبيق مبدأ الائتمان الاستهلاكي. و إلى شهر أفريل 2019 وصل عدد فروع باطام في تونس إلى 17 فرع في 14 ولاية ومن المقرر فتح فرع بزغوان.
1. ↑  (بالفرنسية) Abdelaziz Barrouhi et Samir Gharbi, « Batam pris à son propre piège », Jeune Afrique, 14 octobre 2002 نسخة محفوظة 11 يناير 2009 على موقع واي باك مشين.